# امیلی-ل-بن-پلالدا
امیلی-ل-بن-پلالدا (به فرانسوی: Amélie-les-Bains-Palalda) یک کمون در فرانسه است که در Canton of Arles-sur-Tech واقع شده‌است.

## خصوصیات
امیلی-ل-بن-پلالدا ۲۹٫۴۳ کیلومترمربع مساحت و ۳٬۶۹۵ نفر جمعیت دارد و ۲۴۰ متر بالاتر از سطح دریا واقع شده‌است.